# Scintilla
Scintilla是以C++編寫的自由開源程式庫，它提供文本编辑器程式的各種功能，特別是适用于源代码编辑器的高级功能。Scintilla已應用在一些受歡迎的文字編輯程式，例如SciTE、Geany、Notepad++、Programmer's Notepad、Notepad2等等。

## 功能
除了語法突顯外，Scintilla还支持许多使代码编辑更容易的功能。高亮方法允许使用不同的字体、颜色、样式和背景颜色，并且不限于固定宽度的字体。该控件支持错误指示器、页边的行编号以及代码断点等行标记。可以添加其他功能，例如語法摺疊和自动完成。基本的正则表达式搜索实现不成熟，但如果使用C++11编译，Scintilla可以支持运行时的正则表达式引擎。也可以通过直接缓冲区来替换或避免使用Scintilla的正则表达式库。
目前，Scintilla对从右到左的语言提供了实验性支持。
Scinterm是Scintilla的一个版本，用于curses文本用户接口。它是由Textadept编辑器的开发者编写的。Scinterm使用Unicode字符来支持Scintilla的一些面向图形的功能，但由于终端环境的限制，一些Scintilla的功能缺失。

## 基于Scintilla的软件
完整列表可在网上查到。
- Aegisub[8]
- Altova XMLSpy（英语：Altova XMLSpy）[9]
- Boa Constructor
- Ch（英语：Ch (computer programming)）[10]
- Code::Blocks
- CodeLite（英语：CodeLite）
- ConTEXT[11]
- Eric Python IDE
- FlashDevelop（英语：FlashDevelop）
- Geany
- gPHPedit（英语：gPHPedit）
- IDEal
- Inno Setup Compiler IDE（5.4版本[12]）
- Komodo（英语：ActiveState Komodo）
- MySQL Workbench
- Notepad++
- Notepad2
- Perl Application Development and Refactoring Environment (Padre)（英语：Padre (software)）
- Programmer's Notepad 2（英语：Programmer's Notepad）
- SciTE
- Textadept[13]
- Uniface（英语：Uniface (programming language)）[14]
- ZeroBrane Studio IDE